# Окинавская керамика

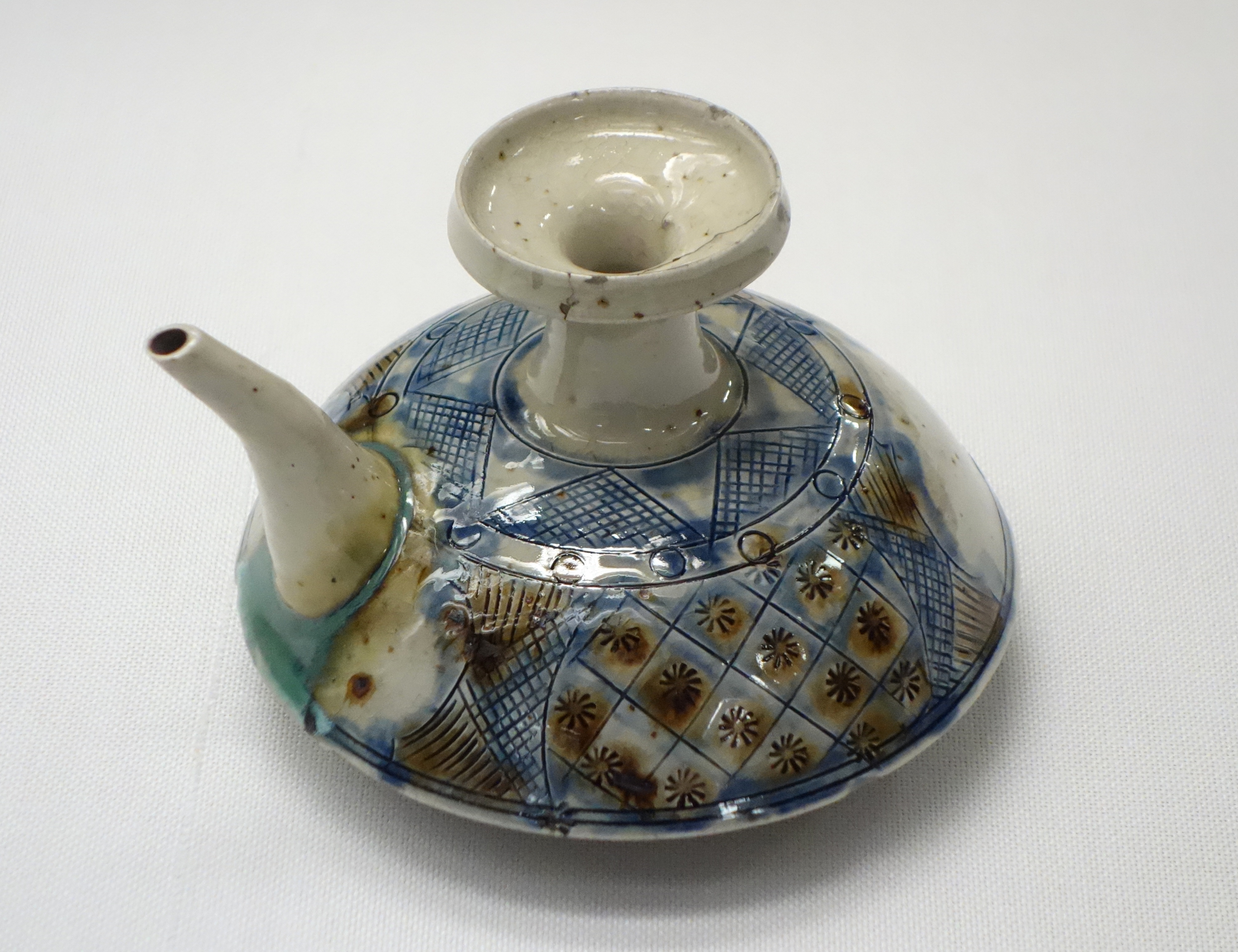
Бутылка с носиком из Цубои, Вторая династия Сё, королевство Рюкю, XIX век

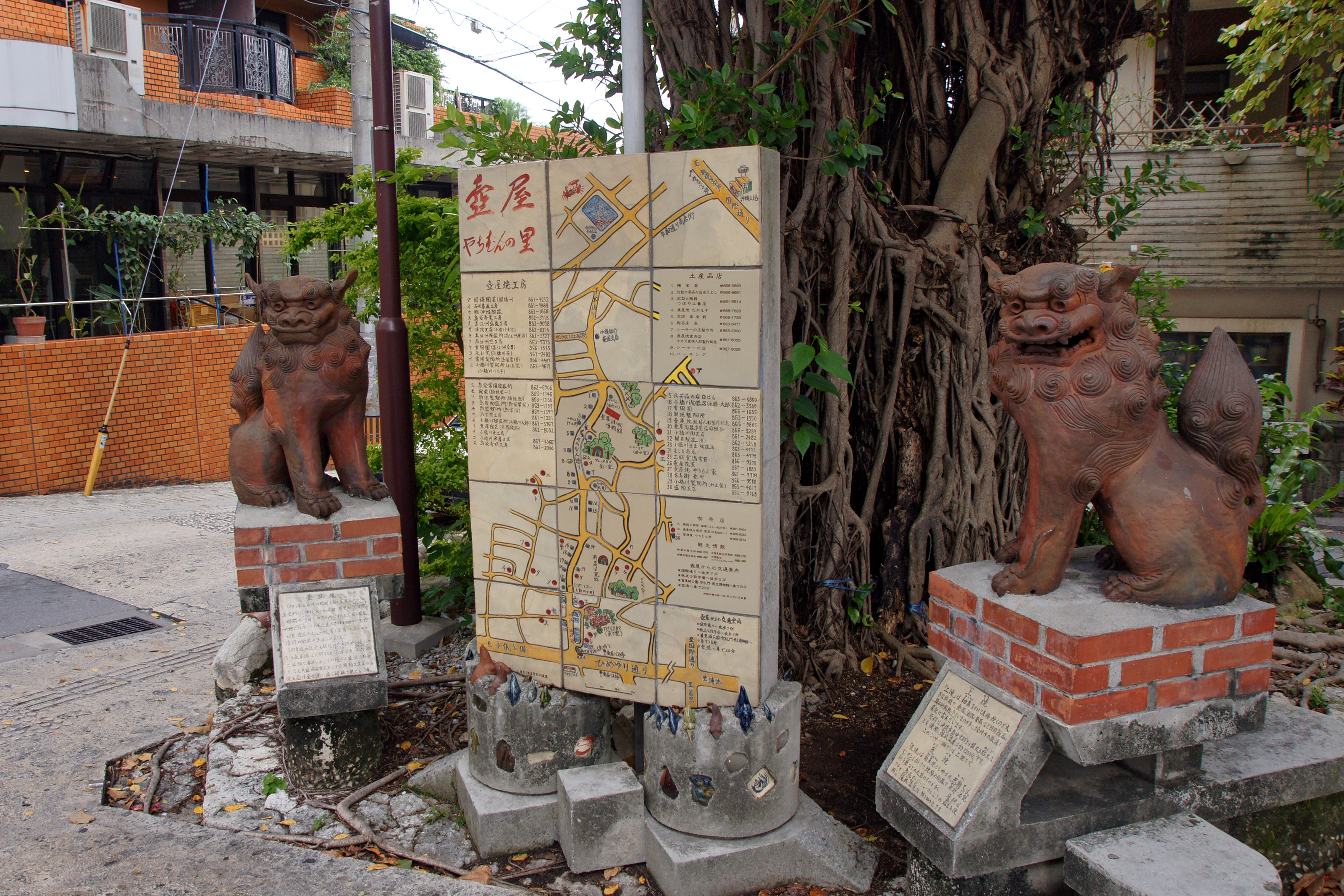
Карта района Цубоя в Нахе

Ячимун (окинав.: 焼物) — общее название керамических изделий, производимых на островах архипелага Рюкю. В переводе с окинавского языка означает «керамика». Традиции ячимун зародились задолго до аннексии Японией, во времена существования независимого королевства Рюкю. Изделия подразделяются на неглазурованные (яп. 荒焼 араяки, окинав. ара-ячи) и глазурованные пепельной глазурью (яп. 上焼 дзё:яки, окинав. дзё-ячи). Большинство изделий составляют дзё-ячи с характерными окинавскими изображениями и узорами, меньшую часть составляет керамика без глазурования ара-ячи.

## История
Точное время начала производства керамики на Рюкю неизвестно, наиболее ранняя низкотемпературная керамика на архипелаге появилась в доисторические времена. На развитие керамических изделий на Окинаве повлияло появление в XIV веке деревни Кумэмура, в которой проживали китайские специалисты в областях науки и искусства. Проживающие рядом местные жители начали перенимать различные аспекты китайской культуры, в том числе и элементы декоративно-прикладного искусства. Однозначно установлено, что рюкюские гончары производили высокотемпературную керамику в начале XVI века: крупные кувшины и горшки для складирования сыпучих и жидких веществ, а также пиалы.
Значимым событием для развития гончарного производства стало начало производства напитка авамори, метод дистилляции которого и сырьё (тайский рис) привезли из Сиама. Потребление и реализация этого алкогольного напитка за пределами королевства Рюкю привели к импорту бутылок, приспособленных к длительному хранению напитка. Зависимость от емкостей, покупаемых извне, послужила толчком для местных ремесленников производить ёмкости для авамори различного типа.

### Цубоя-яки
После вторжения на Окинаву японского княжества Сацума в 1609 году, на работу предприятий были наложены законодательные ограничения. Эта ситуация привела к усилению позиций местных мастеров, которые производили бытовые предметы. Начался период инноваций для керамики: даймё Сацумы в 1616 году послал на Окинаву трёх корейских гончаров, чтобы научить местных мастеров производить глазурованный тип керамики. Эти трое гончаров, которых звали Иккан, Итироку и Санкан, поселились в гончарной мастерской «Вакута», работавшей с XIII века. После объединения трёх гончарных мастерских Вакута, Тибана и Такарагути в 1682 году под покровительством правительства королевства Рюкю, район Цубоя в столице Нахе стал центром производства рюкюской керамики. Керамические изделия, произведённые в гончарных мастерских этого района называют цубоя-яки (яп. 壺屋焼). Мастер цубоя-яки Хирата Тэнсю высочайшим велением был отправлен на учёбу в Китай, а по возвращении оттуда в 1682 году заложил печи цубоя в Нахе. Керамика цубоя-яки в основном глазурованная, большинство предметов используется в быту.
Во время Второй мировой войны производство обычной керамики прекратилось в пользу изоляторов для электрических проводов. Кроме того, со стороны японской армии поступил приказ производить керамические миски для солдат императорской армии. В конце войны, после опустошившей южную часть острова битвы за Окинаву, район Цубоя стал первой частью города Наха, который встал на ноги и начал производить предметы для повседневного использования. После войны внимание к окинавской керамике обратили активисты движения Мингэй, целью которого было возрождение народных искусств и ремёсел. Окинавские гончары получили подспорье в виде выставок искусств и ремёсел. В 1970-х годах был опубликован запрет на использование традиционных печей в районе Цубоя из-за загрязнения ими окружающей среды. Производство перенесли в сёла Йомитан и Огими, где традиции ячимун продолжились. В районе Цубоя продолжают производить керамику, там работают множество магазинов с местной продукцией, действует Музей керамики Цубоя (яп. 壺屋焼物博物館).

## Продукция рюкюских гончарных мастерских
В дополнение к посуде, сосудам для авамори и черепице, из рюкюской керамики особенно известны погребальных урны и местные талисманы сиса (от фигурок до небольших статуй).

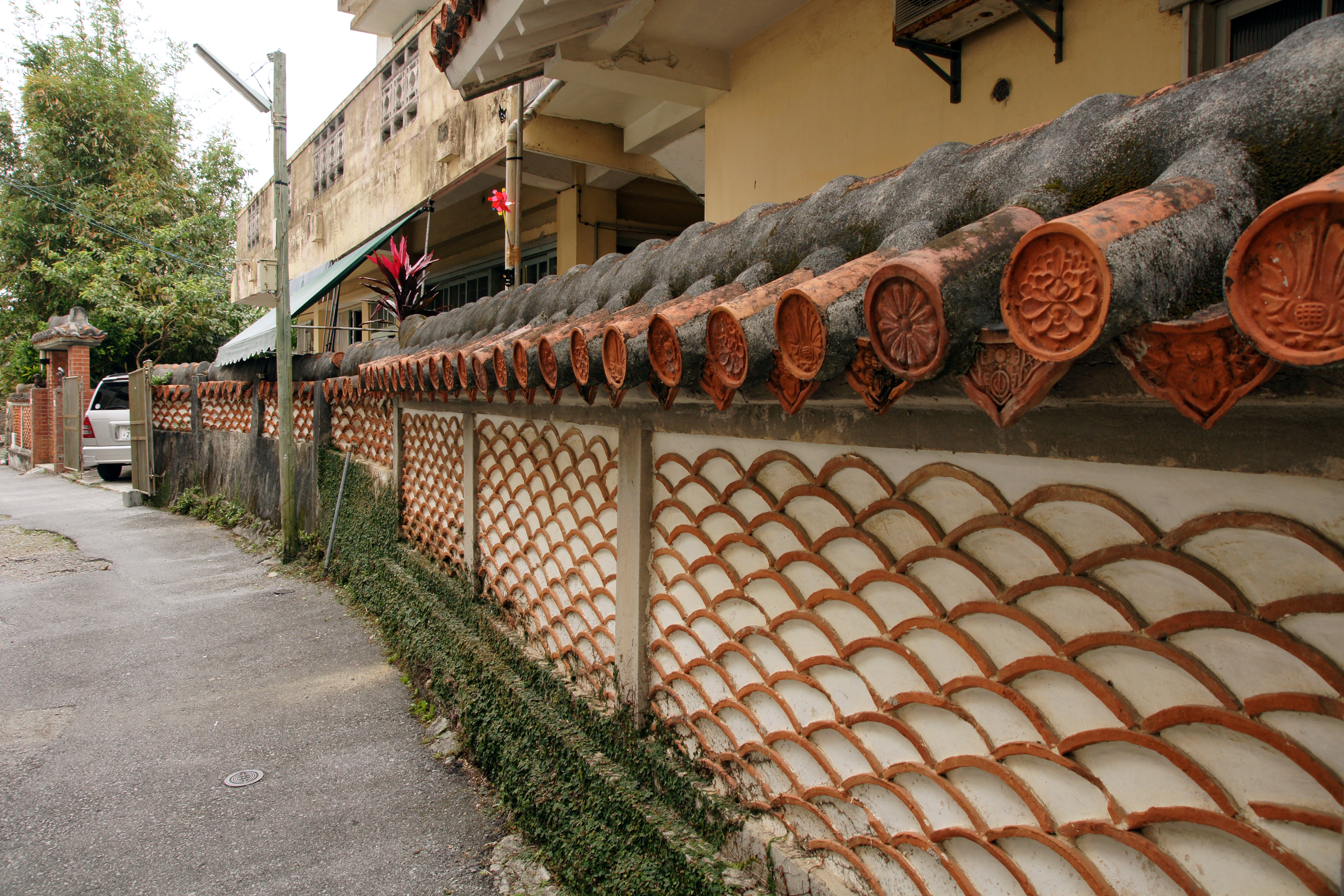
Рюкюская черепица
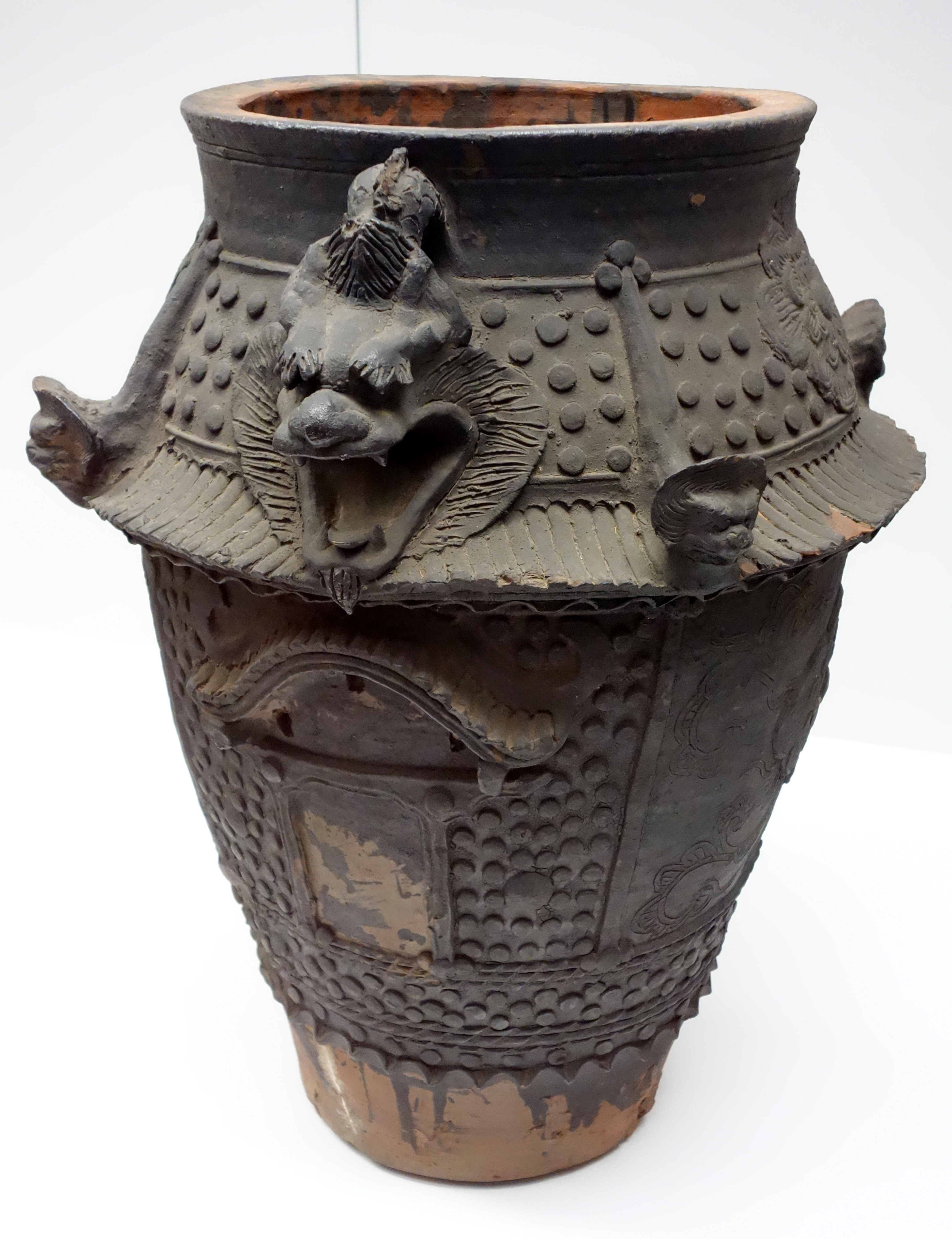
Погребальная урна времён второй династии Сё
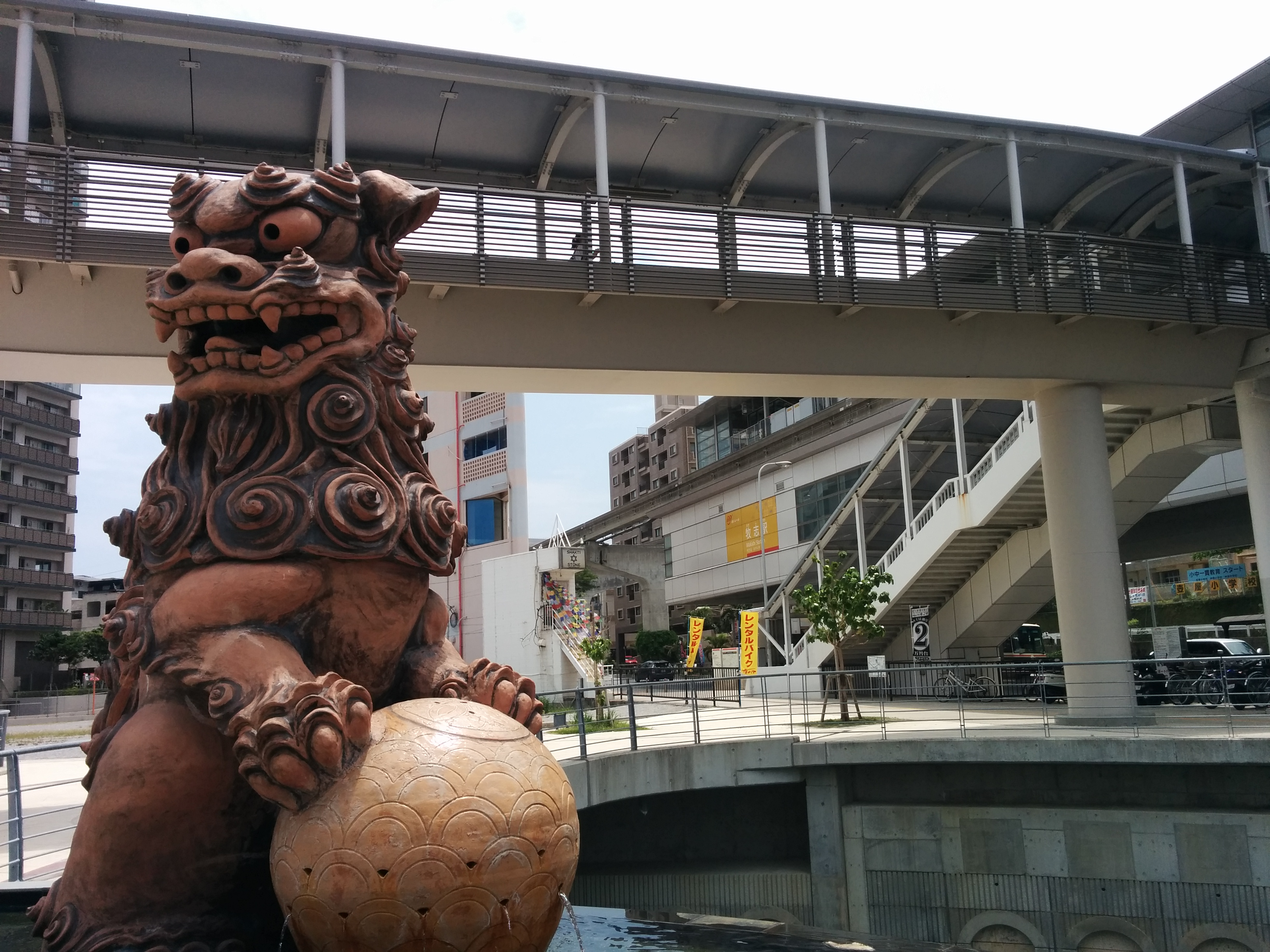
Собаколев сиса
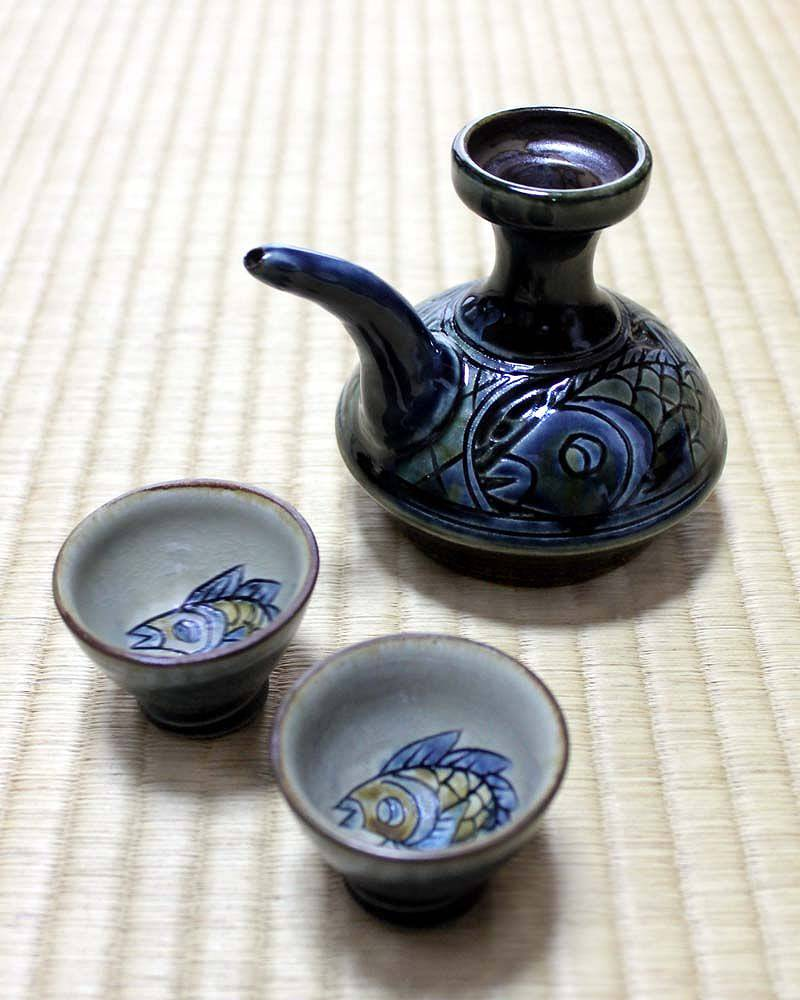
Кувшинчик для авамори каракара и чаши в национальном стиле